# Lynchia fenestella
Lynchia fenestella är en tvåvingeart som beskrevs av Maa 1969. Lynchia fenestella ingår i släktet Lynchia och familjen lusflugor. Inga underarter finns listade i Catalogue of Life.